# 1921 год в музыке

## События
- 23 ноября в Национальном театре (Národni divadlo) (Брно) впервые исполнена опера «Катя Кабанова» Леоша Яначека (основана на пьесе А. Н. Островского «Гроза»)[1].
- В США вошли в моду «вечеринки с коктейлями», способствовавшие росту популярности джаза[2].
- Осип Брик привёз в Россию сборник «Современные танцы под джаз»[3].
- В Турции Великим национальным собранием принят написанный Мехметом Акифом гимн Турции «Марш независимости»[4].
- Состоялось первое представление Латвийской национальной оперы «Дон Жуан»[5].
- Леонид Витальевич Собинов вновь избран директором Большого театра[6].

## Награды
- А. А. Архангельский получил звание заслуженного артиста Республики.

## Академическая музыка
- 16 декабря — премьера концерта № 3 для фортепиано с оркестром С. С. Прокофьева.

## Опера
- «Легенда о Сакунтале» — опера итальянского композитора Альфано Франко (по поэме Калидасы).

## Родились

### Январь
- 22 января — Арно Бабаджанян (ум. 1983) — советский армянский композитор, пианист и педагог
- 23 января — Тодор Попов (ум. 2000) — болгарский композитор, дирижёр и музыкальный педагог
- 31 января
  - Марио Ланца (ум. 1959) — американский оперный певец (тенор) и актёр
  - Кэрол Чэннинг (ум. 2019) — американская актриса и певица

### Февраль
- 18 февраля — Оскар Фельцман (ум. 2013) — советский и российский композитор и пианист
- 20 февраля — Рут Джипс (ум. 1999) — британский композитор и дирижёр
- 28 февраля — Ральф Джонс[англ.] (ум. 2000) — американский музыкант, барабанщик группы Bill Haley & His Comets

### Март
- 2 марта — Бренда Льюис (ум. 2017) — американская оперная певица (сопрано), оперный режиссёр и музыкальный педагог
- 20 марта — Примож Рамовш (ум. 1999) — югославский и словенский композитор и органист
- 27 марта — Фил Чесс (ум. 2016) — американский музыкальный продюсер, сооснователь лейбла Chess Records

### Апрель
- 3 апреля — Мирослав Чангалович (ум. 1999) — югославский и сербский оперный певец (бас)
- 8 апреля — Франко Корелли (ум. 2003) — итальянский оперный певец (тенор)
- 10 апреля — Дэниел Ферро[англ.] (ум. 2015) — американский оперный певец (бас-баритон) и вокальный педагог
- 26 апреля — Хорст Шульце (ум. 2018) — немецкий актёр и оперный певец

### Май
- 3 мая — Куко Санчес (ум. 2000) — мексиканский певец, композитор и актёр
- 14 мая — Борис Манжора (ум. 2001) — советский и российский тромбонист, музыковед и музыкальный педагог
- 16 мая — Милдред Джоан Смит[англ.] (ум. 2015) — американская актриса и певица
- 22 мая — Александр Левицкий (ум. 2002) — советский и украинский композитор и музыкальный педагог
- 25 мая — Китти Каллен (ум. 2016) — американская эстрадная певица
- 26 мая — Инге Борк (ум. 2018) — немецкая оперная певица (сопрано)

### Июнь
- 22 июня — Квабена Джозеф Нкетия (ум. 2019) — ганский музыковед, фольклорист и композитор
- 27 июня — Бай Гуан (ум. 1999) — китайская актриса и певица

### Июль
- 4 июля — Татьяна Бершадская (ум. 2021) — советский и российский музыковед
- 10 июля
  - Жинетта Дуайен (ум. 2002) — французская пианистка и музыкальный педагог
  - Ариадна Лысенко (ум. 2021) — советская и украинская пианистка
- 13 июля — Эрнест Голд (ум. 1999) — американский кинокомпозитор
- 20 июля — Францишек Валицкий[пол.] (ум. 2015) — польский музыкальный журналист и композитор

### Август
- 13 августа — Луи Фремо (ум. 2017) — французский дирижёр
- 15 августа — Константин Мясков (ум. 2000) — советский и украинский композитор
- 16 августа — Гидо Кокарс (ум. 2017) — советский и латвийский хоровой дирижёр
- 22 августа — Владимир Вдовиченко (ум. 2002) — советский и украинский фаготист и музыкальный педагог

### Сентябрь
- 2 сентября — Юлия Туркина (ум. 2022) ― советская и российская пианистка
- 21 сентября — Джимми Янг (ум. 2016) — британский певец, диджей и радиоведущий
- 23 сентября — Юрий Гамалей (ум. 2015) — советский и российский дирижёр
- 28 сентября — Ильхан Усманбаш — турецкий композитор, виолончелист, музыковед и педагог
- 29 сентября — Фрэнни Бичер[англ.] (ум. 2014) — американский музыкант, гитарист группы Bill Haley & His Comets

### Октябрь
- 10 октября — Рой Крол (ум. 2002) — американский джазовый пианист и певец, участник дуэта Jackie and Roy
- 22 октября — Жорж Брассенс (ум. 1981) — французский певец, композитор и поэт
- 23 октября — Дениз Дюваль (ум. 2016) — французская оперная певица (сопрано)
- 24 октября — Сена Юринац (ум. 2011) — австрийская оперная певица (сопрано)

### Ноябрь
- 10 ноября — Виктор Ровдо (ум. 2007) — советский и белорусский хоровой дирижёр и музыкальный педагог
- 14 ноября — Думитру Бугич (ум. 2008) — румынский композитор, музыковед, пианист, дирижёр и педагог
- 15 ноября — Зденек Кроупа (ум. 1999) — чехословацкий и чешский оперный певец (бас)
- 24 ноября — Клод Палиска (ум. 2001) — американский музыковед хорватского происхождения
- 29 ноября — Абрам Гендлер (ум. 2017) — советский и украинский автор-исполнитель, фольклорист и педагог

### Декабрь
- 4 декабря — Дина Дурбин (ум. 2013) — канадская певица и актриса
- 11 декабря — Маргарета фон Бар (ум. 2016) — финская балерина и балетный педагог шведского происхождения
- 13 декабря — Тимофей Докшицер (ум. 2005) — советский и российский трубач, музыкальный педагог и дирижёр
- 14 декабря — Мишель Югло (ум. 2012) — французский и американский медиевист, музыковед и источниковед
- 15 декабря — Алан Фрид (ум. 1965) — американский диск-жокей, популяризатор рок-н-ролла
- 28 декабря — Джонни Отис (ум. 2012) — американский музыкант, продюсер и автор песен

## Скончались
- 23 января — Владислав Желеньский (83) — польский композитор и пианист
- 3 февраля — Макс Вильгельм Зах (56) — американский альтист и дирижёр австрийского происхождения
- 25 марта — Карл Григорович (52) — русский скрипач и музыкальный педагог
- 5 апреля — Альфонс Дипенброк (58) — нидерландский композитор и музыкальный критик
- 11 апреля — Ида Браг (54) — шведская оперная певица (сопрано) и музыкальный педагог
- 15 апреля — Сергей Булич (61) — русский лингвист, этнограф, композитор и историк музыки
- 4 мая — Макс Кальбек (71) — немецкий поэт, музыковед и музыкальный критик
- 13 мая — Мария Гржимали (81) — чешская оперная певица, пианистка и музыкальный педагог
- 8 июня — Натали Бауэр-Лехнер (63) — австрийская скрипачка, альтистка и музыкальный педагог
- 9 июля — Марианна Брандт (78) — австрийская и немецкая оперная певица (контральто)
- 25 июля — Рихард Гомперц (62) — немецкий скрипач
- 2 августа — Энрико Карузо (48) — итальянский оперный певец (тенор)
- 9 сентября — Эркулано Альварадо (41) — гватемальский пианист и музыкальный педагог
- 27 сентября
  - Здзислав Бирнбаум (43) — польский скрипач и дирижёр
  - Энгельберт Хумпердинк (67) — немецкий композитор
- 2 октября — Дэвид Скалл Биспем (64) — американский оперный певец (баритон)
- 9 ноября — Аксель Гаде (61) — датский скрипач, композитор и музыкальный педагог
- 22 ноября — Кристина Нильсон (78) — шведская оперная певица (сопрано)
- 5 декабря — Эллен Бергман (79) — шведский музыкант и вокальный педагог
- 16 декабря — Камиль Сен-Санс (86) — французский композитор, пианист, органист, дирижёр и педагог
- без точной даты
  - Габит Аргынбаев (64/65) — русский сэсэн
  - Александр Берс (76/77) — русский военный, мемуарист и музыкант